# Addala Rama Krishna Sastry
Addala Rama Krishna Sastry ( n. 1938 ) es un botánico, profesor indio, que desarrolla actividades académicas en la "División de Taxonomía y Florística , "Departamento de Botánica", del "Botanical Survey of India".

## Algunas publicaciones

### Libros
- lalit kumar Banerjee, d. Ghosh, addala rama krishna Sastry. 1998. Mangroves, associates, and salt marshes of the Godavari and Krishna delta, Andhra Pradesh, India. Editor Bot. Survey of India, ENVIS Centre, 128 pp.

- --------------------------------, addala r.k. Sastry, m.p. Nayar. 1989. Mangroves in India: identification manual. Editor Bot. Survey of India, 113 pp.

- m.p. Nayar, addala rama krishna Sastry. 1988. Red data book of Indian plants. Volumen 2. Editor Bot. Survey of India

- s.k. Kataki, sudhanshu kumar Jain, addala rama krishna Sastry. 1984. Threatened and endemic orchids of Sikkim and north-eastern India. Editor POSSCEF, Bot. Survey of India, Dept. of Environment, Govt. of India, 95 pp.

- sudhanshu kumar Jain, addala rama krishna Sastry. 1980. Threatened plants of India: a state-of-the-art report. Flora of India. Editor	Bot. Survey of India & Man and Biosphere Committee, 48 pp.

- La abreviatura «Sastry» se emplea para indicar a Addala Rama Krishna Sastry como autoridad en la descripción y clasificación científica de los vegetales.[2]